# Râul Bega Veche
Râul Bega Veche este un curs de apă din Banat. Este vechiul curs al râului Bega, înainte de construirea Canalului Bega și în prezent drenează partea din bazinul inițial situată la nord de municipiul Timișoara. Râul trece în Serbia și se unește cu actualul curs al canalului Bega în apropiere de localitatea Zrenjanin. Pe o porțiune de 1,8 km râul marchează frontiera româno-sârbească.
Cursurile de apă din câmpia Banatului au fost regularizate încă din secolul al XVIII-lea și lucrările de amenajare au continuat în secolele următoare. De aceea, în prezent fostele râuri au fost încorporate în sisteme de desecare, care au modificat în măsură importantă rețeaua hidrografică naturală. În urma acestor modificări, numele de Bega Veche este uneori utilizat pentru cursul inferior regularizat al râului Beregsău sau chiar, în mod incorect, pentru întreg cursul Beregsăului.
Câmpia joasă prin care curge are soluri cu textură luto-argiloasă și pante foarte mici, fapt care favorizează stagnarea apelor de precipitații și frecvente fenomene de băltire.

## Hărți
- Harta județului Timiș